# Cultuurbeleid in Nederland
Cultuurbeleid in Nederland is het geheel van uitgangspunten waarbinnen de Nederlandse overheid ten aanzien van de culturele sector opereert. Het beleid wordt per vier jaar vastgelegd in Cultuurnota's. Het landelijk beleid valt onder de verantwoordelijkheid van het Ministerie van Onderwijs, Cultuur en Wetenschap. Ook de lagere overheden gingen later cultuurnota's hanteren waarin de speerpunten van provincie of gemeente staan verwoord.

## Historie
Overheidsbeleid gericht op de culturele sector is een verschijnsel dat in de twintigste eeuw is ingevoerd. Vroeger waren artiesten zoals kunstenaars en componisten voor dergelijke financiële ondersteuning zonder concrete, directe tegenprestatie afhankelijk van een mecenas. Een bekend buitenlands voorbeeld is de Hongaarse mecenatenfamilie Esterházy die banden aanhielden met de componisten Franz Liszt en Joseph Haydn. Sommige artiesten, zoals de componist Mozart, kwamen in dienst van het hof of leefden van grote voorname opdrachten van grote instituties of welgestelden.
In Nederland waren de laatste decennia achtereenvolgens de volgende staatssecretarissen/ministers verantwoordelijk voor het cultuurbeleid: Til Gardeniers (CDA, kabinet-Van Agt I 1977-1981), André van der Louw (PvdA, kabinet-Van Agt II 1981-1982), Hans de Boer (CDA, kabinet-Van Agt III 1982), Elco Brinkman (CDA, kabinet-Lubbers I en kabinet-Lubbers II 1982-1989), Hedy d'Ancona (PvdA, kabinet-Lubbers III 1989-1994), Aad Nuis, (PvdA, kabinet-Kok I 1994-1998), Rick van der Ploeg (PvdA, kabinet-Kok II 1998-2002), Cees van Leeuwen (LPF, kabinet-Balkenende I 2002-2003), Medy van der Laan (D66, kabinet-Balkenende II 2003-2006), Ronald Plasterk (PvdA, kabinet-Balkenende IV 2007-2010) en Marja van Bijsterveldt (CDA, kabinet-Balkenende IV 2010), Halbe Zijlstra (VVD, kabinet-Rutte I 2010-2012), Jet Bussemaker (PvdA, kabinet-Rutte II 2012-2017), Ingrid van Engelshoven (D66, kabinet-Rutte III 2017-2022), Gunay Uslu (D66, kabinet-Rutte IV 2022-2023), Steven van Weyenberg (D66, kabinet-Rutte IV 6 december 2023- 12 januari 2024), Fleur Gräper (D66, kabinet-Rutte IV 2024-2024), Eppo Bruins (NSC, Kabinet-Schoof 2024-)

## Betrekkingsgebied
Het cultuurbeleid heeft in Nederland betrekking tot diverse geledingen binnen de kunst- en cultuurwereld. Voor de periode 2006-2009 hanteerde de Raad voor Cultuur een onderverdeling in de volgende sectoren:
| - Amateurkunst en cultuureducatie - Archieven - Beeldende kunst en vormgeving - Bibliotheken - Cultuurbezit - Dans - eCultuur - Film | - Internationaal en intercultureel beleid - Landschapsarchitectuur, architectuur en stedenbouw - Letteren - Media - Monumenten en archeologie - Musea - Muziek en muziektheater - Theater |

## Thema's
Het kabinet-Rutte (vanaf oktober 2010) wil de overheidsbemoeienis met kunst en cultuur verminderen. Ondanks aangekondigde bezuinigingen staat het kabinet een kwaliteitsverhoging voor en een waarborg van de toegankelijkheid van kunst en cultuur. Het kabinet vindt monumentenzorg, cultuurparticipatie en bibliotheken van belang en wil in de bezuinigingen cultureel erfgoed, bibliotheken en het Nationaal Archief ontzien. De verdiencapaciteit van cultuur krijgt meer aandacht.
Verdere concrete wijzigingen uit het regeerakkoord zijn:
- De cultuurkaart CJP en de Innovatieregeling cultuuruitingen en de Matchingregeling ('Tijdelijke regeling aanvulling eigen inkomsten cultuurinstellingen') worden geschrapt.
- Fondsen worden samengevoegd en omgevormd tot één cultureel investeringsfonds.
- Het kabinet komt met een voorstel voor een 'Geefwet' om schenkingen aan culturele instellingen aantrekkelijker te maken.
- Culturele instellingen en kunstenaars worden meer ondernemend en gaan een groter deel van hun inkomsten zelf verwerven.
- Met innovatie draagt de creatieve industrie bij aan de economie.

Cultuurpolitieke thema's in vorige kabinetten waren in Nederland onder andere de culturele diversiteit en internationaal cultuurbeleid.

### Culturele diversiteit
Culturele diversiteit is een thema bij de Nederlandse overheid en zo ook ten aanzien van het huidige cultuurbeleid (zoals vastgelegd in de Cultuurnota 2009-2012) waaronder ook de media worden geschaard. Het thema betreft de relatie van onder meer de media tot de Nederlandse multiculturele samenleving.

### Internationaal cultuurbeleid
In Antwerpen ondertekenden op 17 januari 1995 de Nederlandse en de Vlaamse regering het Cultureel Verdrag tussen Vlaanderen en Nederland, voluit geheten 'Verdrag inzake de samenwerking op het gebied van cultuur, onderwijs, wetenschappen en welzijn tussen de Vlaamse Gemeenschap in het Koninkrijk België en het Koninkrijk der Nederlanden'. Het begrip cultuur wordt hier dus ruimer genomen dan alleen met betrekking tot de kunsten. In het verdrag hebben de landen afgesproken nauw samen te werken. Bijzondere aandacht gaat uit naar samenwerking in de grensstreek en aan het gezamenlijk naar buiten treden in Europees verband. Een hiertoe ingestelde commissie adviseert beide regeringen. Deze commissie staat onder voorzitterschap van de Nederlander Wim van Gelder en de Belg Herman Balthazar.